# 松下見林

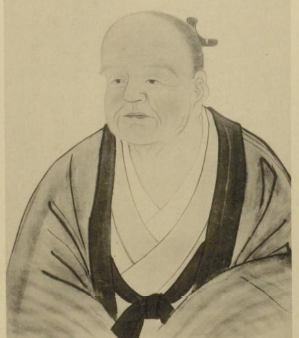
松下見林 (医家）

松下 見林（まつした けんりん、1637年1月26日（寛永14年1月1日）- 1704年1月13日（元禄16年12月7日））は、江戸時代前期に活躍した国学者、儒学者、医師である。諱は秀明で後に慶摂。字は諸生。別号に西峯山人（散人）。

## 経歴・人物
摂津の大坂（現在の大阪市）にて医師であった松下見朴の子として生まれる。
幼年期より古文を父から学ぶ。後にそれがきっかけで、1649年（慶安2年）に医師であった古林見宜の門人となり、医学も学んだ。上洛し医師となり、ついでに儒学や歴史学も学んだ。同時期に和漢の概念を持った多くの著書を出版し著名な遺言を残す等、後の多くの国学者に大きく影響を与えた。
その後讃岐に移住し当時高松藩主であった松平頼常に仕える等政治関係の仕事にも携わった。死去から約200年経った1897年（明治30年）には従四位を追贈された。墓所は上京区大雄寺。

## 主な著作物

### 主著
- 『異称日本伝』- 見林の代表的な著書。1688年（元禄元年）に刊行。明から清代及び高麗から李氏朝鮮の頃の蔵書を参考にして執筆されたものである。
- 『三代実録』

### その他の著書
- 『公事根源集釈』
- 『習医規格』